# Copperhead (album)
| Recensione | Giudizio |
| ---------- | -------- |
| AllMusic   | [ 1 ]    |

Copperhaed è un album discografico in studio dell'omonimo ed effimero gruppo californiano capeggiato dal chitarrista rock John Cipollina, fu pubblicato dall'etichetta discografica Columbia Records nel 1973.
Il CD ristampato contiene un brano aggiunto.

## Tracce
Lato A
1. Roller Derby Star – 4:16 (Gary Philippet, Kent Housman)
2. Kibitzer – 3:45 (Jim McPherson)
3. A Little Hand – 4:59 (Jim McPherson)
4. Kamikaze – 5:24 (Jim Jensen, Jim McPherson, John Cipollina)

Durata totale: 18:24
Lato B
1. Spin-Spin – 3:18 (Gary Philippet, John Cipollina)
2. Pawnshop Man – 5:30 (Gary Philippet, John Cipollina, Mary Unobsky)
3. Wing-Dang-Doo – 4:04 (Jim McPherson)
4. They're Making a Monster – 7:35 (Gary Philippet, Jim McPherson, John Cipollina)

Durata totale: 20:27
Edizione CD del 2001, pubblicato dalla Acadia Records (ACA 8005)
1. Roller Derby Star – 4:18 (Gary Philippet, Kent Housman)
2. Kibitzer – 3:40 (Jim McPherson)
3. A Little Hand – 4:59 (Jim McPherson)
4. Kamikaze – 5:24 (Jim Jensen, Jim McPherson, John Cipollina)
5. Spin-Spin – 3:17 (Gary Philippet, John Cipollina)
6. Pawnshop Man – 5:28 (Gary Philippet, John Cipollina, Mary Unobsky)
7. Wing-Dang-Doo – 4:02 (Jim McPherson)
8. They're Making a Monster – 7:34 (Gary Philippet, Jim McPherson, John Cipollina)
9. Chameleon – 3:39 (Gary Philippet, Kent Housman) – Bonus Track

Durata totale: 42:21
- Brano Chameleon originalmente fu pubblicato solo sul lato B del singolo della Columbia (45-45810) e non compreso nell'album originale

## Formazione
- John Cipollina - chitarra solista, chitarra hawaiana
- Gary Philippet - voce, chitarre, chitarra bottleneck, organo
- Jim McPherson - voce, pianoforte, basso, percussioni
- David Weber - batteria, percussioni

Note aggiuntive:
- Copperhead e David Brown - produttori
- Registrazioni effettuate al The Record Plant di Los Angeles, CA, al Wally Heiders di San Francisco, al The Record Plant di Sausalito, CA, al Columbia Records di San Francisco, CA (tra l'ottobre 1972 ed il febbraio 1973)
- David Brown - ingegnere delle registrazioni
- Jack Adams - ingegnere delle registrazioni (al The Record Plant di Los Angeles)
- Kurt Kinzel - ingegnere delle registrazioni (al The Record Plant di Sausalito)
- Phil Brown - ingegnere delle registrazioni (al Columbia Records di San Francisco)
- Pete Romano - ingegnere delle registrazioni (al Columbia Records di San Francisco)
- Glen Kolotkin - ingegnere delle registrazioni (al Columbia Records di San Francisco)
- George Engfer - ingegnere delle registrazioni (al Columbia Records di San Francisco)
- Roy Segal - ingegnere delle registrazioni (al Columbia Records di San Francisco)
- Remissaggio effettuato al Columbia Records di San Francisco nel marzo del 1973
- Masterizzazione originale su vinile effettuata da George Horn
- Masterizzazione su CD effettuata da John Dent (al Loud Mastering di Taunton, Somerset, UK)[2]